# Крутояр (остров)
Крутояр (фин. Essaari) — российский остров в северо-восточной части Финского залива, административно подчинённый Выборгскому району Ленинградской области. Является вторым по величине островом архипелага Питкяпааси и расположен северо-восточнее Долгого Камня — самого крупного острова названного архипелага.
На каменистом и поросшем смешанным лесом Крутояре находятся развалины прежней финской деревни Котисаари (Kotisaari) или Питкяпааси — меньшая её часть, состоявшая из 10-и домов. В северо-западной части острова финским краеведом Арво Питкяпааси найдены лабиринт (предположительно, неолитический) и ритуальная каменная куча. О находке лабиринта, подковообразного и биспирального (по классификации А. А. Куратова), впервые сообщил в 1913 г. финский археолог Арне Тальгрен.
В 1920—1940 гг. Эссари принадлежал Финляндии.

## Топографические карты
- Лист карты P-35-127,128 Хамина. Масштаб: 1 : 100 000. Состояние местности на 1971 год. Издание 1974 г.